# قصر تاشيوين
قصر تاشيوين هو قصرٌ (قريةٌ محصنة) في المغرب، يقعُ في منطقة جهة درعة تافيلالت. تبلغ مساحته 0.09 هكتار.